# Мајкл Шермер
Мајкл Брант Шермер (енгл. Michael Brant Shermer; Алтадина, 8. септембар 1954) је амерички писац, историчар науке, оснивач Удружења скептика, и главни и одговорни уредник часописа Скептик, који је у великој мери посвећен истраживању псеудонаучних и натприродних тврдњи у циљу доказивања њихове невалидности. Удружење скептика тренутно има више од 55.000 чланова. Шермер такође учествује у расправама о темама које се односе на псеудонауку и религије у којима наглашава научни скептицизам.
Шермер је продуцент и кодомаћин 13-сатне телевизијске серије Exploring the Unknown која се приказује на Фокс фемили. Од априла 2001 је колумниста часописа Scientific American у властитој колумни Skeptic. Такође је и саветник за науку Америчког савета за науку и здравство (ACSH).
Шермер тврди да је некад био фундаменталистички хришћанин, али је престао веровати у постојање Бога за време студија. Прихвата да га описују агностиком, нетеистом, атеистом и другим називима. Себе описује себе као заступника хуманистичке филозофије, и науке о моралу.

### Научни чланци
- "Agnosticism". Invited contribution in Religions of the World: A Comprehensive Encyclopedia of Beliefs and Practices, edited by J. Gordon Melton. ABC-CLIO. 2010.
- "The Chain of Accidents and the Rule of Law: The Role of Contingency and Necessity in Evolution". Contribution for edited volume, The Nature of Nature (Bruce L. Gordon, Editor). 2010.
- "A noble conception". Commentary. Nature Physics, 2009, 5, 162-163
- Shermer, Michael (децембар 2006). „Testing tenure: Let the market decide”. Behavioral and Brain Sciences. 29 (6): 584—585. doi:10.1017/S0140525X06009307.
- „Science and Pseudoscience”. Encyclopedia of Philosophy.. MacMillan, 2006.
- "The Skeptic's Chaplain: Richard Dawkins as a Fountainhead of Skepticism". Contribution for edited volume in tribute to Dawkins, Oxford University Press, 2006.
- Carl Mitcham (ур.). Pseudoscience. Encyclopedia of Science, Technology, and Ethics. Macmillan Reference. In Press, 2004.
- Carl Mitcham (ур.). Skepticism. Encyclopedia of Science, Technology, and Ethics. Macmillan Reference. In Press, 2004.
- „Rethinking Stephen Jay Gould: Science and Politics in Evolutionary Theory”. Rethinking Marxism., Winter, 2003.
- „How to be Open-Minded Without Your Brains Falling Out”. Journal of Thought.. July, 2003.
- "Agnosticism." Entry in Religions of the World: A Comprehensive Encyclopedia of Beliefs and Practices. J. Gordon Melton and martin Baumann, Editors. Denver: ABC-CLIO, 1  22—23. 2002.
- „This View of Science: Stephen Jay Gould as Historian of Science and Scientific Historian”. Social Studies of Science.. September, 2002.
- „The Crooked Timber of History: History is Complex and Often Chaotic. Can We Use This to Better Understand the Past?”. Complexity. 2 (6).. July/August 1997: 23-29.
- "Chaos Theory". Invited entry in The Encyclopedia of Historiography. D.R. Woolf (Ed.) New York: Garland Publishing. 1996.
- "Exorcising Laplace's Demon: Chaos and Antichaos, History and Metahistory". Invited paper for History and Theory. Wesleyan University. 34  (1):. 1995. 59-83.
- „The Chaos of History: On a Chaotic Model that Represents the Role of Contingency and Necessity in Historical Sequences”. Nonlinear Science. 2 (4): 1—13. 1993.
- „Science Defended, Science Defined: The Louisiana Creationism Case”. Science, Technology & Human Values. 16 (4): 517—539. јесен 1991.
- „Darwin, Freud, and the Myth of the Hero in Science”. Knowledge: Creation, Diffusion, Utilization. 11 (3): 280—301. март 1990.

### Књиге
- Shermer, Michael (2002). Why People Believe Weird Things: Pseudoscience, Superstition, and Other Confusions of Our Time. Henry Holt and Company. ISBN 978-0-8050-7089-7.
- Shermer, Michael (2018). Heavens On Earth: The Scientific Search for the Afterlife, Immortality, and Utopia. Henry Holt and Co. ISBN 978-1627798570.

### Есеји
- Shermer, Michael (јун 2010). „When ideas have sex”. Scientific American. 302 (6): 18. Bibcode:2010SciAm.302f..32S. PMID 20521477. doi:10.1038/scientificamerican0610-32.
- Shermer, Michael (април 2013). „Proof of hallucination : did a neurosurgeon go to heaven?”. Skeptic. Scientific American. 308 (4): 67. PMID 23539795. doi:10.1038/scientificamerican0413-86. Приступљено 1. 5. 2015.